# Vozári Dezső
Vozári Dezső, született Wolf (Igló, 1904. február 13. – Budapest, 1972. november 20.) költő, műfordító, újságíró.

## Élete
Wolf Sámuel és Klein Janka fia. Középiskoláit Kassán végezte, már ekkor írogatott verseket a Kassai Munkásban, majd Prágában orvosi, majd bölcsészkaron tanult. Itt ismerkedik meg több cseh és szlovák költővel, akiket később magyarra fordított (Vítězslav Nezval, František Halas, Jaroslav Seifert, Max Brod stb.). 1921-től Gömöri Jenő Tűz című lapjának volt munkatársa, de a Kassai Újság és a Kassai Napló vasárnapi mellékletében is megjelentek versei. Tanulmányait nem fejezte be, főállású újságíró lett. 1928-tól 1933-ig a Prágai Magyar Hírlap, 1933–1938-ban a Magyar Újság munkatársa.
Csehszlovákia felbomlásakor Krakkóba, majd Lembergbe (Lvov) menekült. 1939–1941 között az emigránsok lapjába, az Új Hangba írt. Mikor Lvov a Szovjetunió része lett, tanárként próbált megélni, német irodalmat, latint tanított. 1942-ben belépett a Csehszlovák Brigádba, harcolt Belgorodnál, Szokolovnál a kurszki áttörésnél. 1943-tól a Szovjet Rádió magyar szerkesztőségében dolgozott.
1945-ben Budapesten telepedett le, a Szabad Nép újságírója, a Magyar–Szovjet Baráti Társaság igazgatója volt. 1947-től 1959-ig az MTI prágai, berlini és bécsi tudósítója. Nyugdíjba vonulásáig (1966) a Népszava újságírója.
1945 után már nem írt verseket. Halála évében jelent meg egy-egy válogatás verseiből és műfordításaiból Sándor László előszavával.
Felesége Farkas Edit pedagógus volt, akit 1955-ben Prágában vett feleségül.

## Munkássága
Mindössze 16 éves, amikor korai verseiből összeállította első kötetét, és saját maga kiadta. Ezek még csak formai ügyességét jelzik, 1921-ben és 1922-ben megjelent köteteiben már érett hangú, beérkezett költő. Ady, Kosztolányi, Juhász Gyula hatását mutatta. Rezignált, pesszimista hangjáért Szvatkó Pál úgy jellemzi, hogy Mécs Lászlóval szemben a „legnegatívabb sarok”. Az 1930-as években támadások érték. Fábry Zoltán, aki pedig korábban mesteri tökéletességűnek mondta verseit, ekkor már „dekadens költői nihilizmusért” ítélte el. A Szép Szó felvidéki körútján ő olvasta fel József Attila egyik versét. A háború alatt harcos antifasiszta verseket írt (Ave Ceasari, Európa elrablása), 1944-ben megjelent Vagy-vagy című kötetében pedig már a kommunizmus híve volt.

## Művei
- Őszi köszöntő (versek, 1920)
- Fekete zászló (versek, 1921)
- Éjfél után (versek, Kassa, 1922)
- Szebb a sziréna (versek, Pozsony, 1935)
- Vagy-vagy (versek, Moszkva, 1944)
- Varázslat nélkül (válogatott versek, Budapest, 1972, Pozsony, 1984)